# Ртищев, Василий Алексеевич
Василий Алексеевич Ртищев (1705—1780) — офицер российского императорского флота, мореплаватель, штурман; участник Великой Северной экспедиции, во время экспедиции Ленско-Колымского отряда из Якутска по реке Лене к Берингову проливу провёл съёмку и составил карту низовий рек, возглавил отряд после смерти начальника, в ходе экспедиции Южного отряда на дубель-шлюпке «Надежда» произвёл съёмку части берегов Охотского моря, прошёл к проливу, который спустя более чем 40 лет был назван именем Лаперуза, составил карту Шантарских островов и восточного берега острова Сахалина;  командир Охотского порта, капитан 3 ранга. Его именем названа река на острове Сахалин.

## Биография

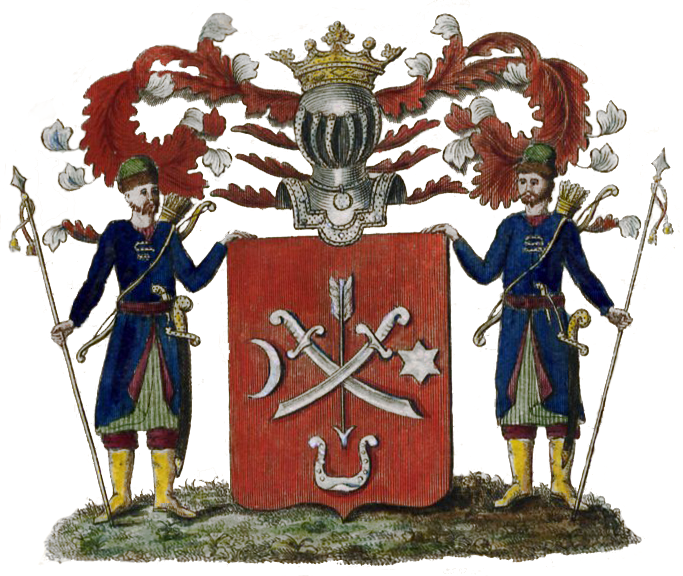
Герб дворянского рода Ртищевых

Василий Алексеевич Ртищев родился в 1705 году в деревне Кутуково Каширского уезда Тульской губернии (ныне Ясногорский район Тульской области). Представитель мелкопоместного дворянского рода Ртищевых.
В 1720 году поступил в Академию морской гвардии в Санкт-Петербурге. Во время учёбы Василий Ртищев «за босотою… во учение не ходил и кормился разными работами». С 1726 года проходил практику в качестве штурманского ученика на судах Балтийского флота. 15 января 1730 года был произведён в подштурманы, служил на кораблях, знал портовую службу и кораблестроение.
В 1733 году был произведён в штурманы и включён в состав Великой Северной экспедиции. 23 октября 1734 года прибыл в Якутск и назначен в Ленско-Колымский отряд штурманом бота «Иркутск». В 1735 году бот под командованием лейтенанта П. Ласиниуса вышел в плавание, имея задачей пройти из Якутска по реке Лене и далее морем через Берингов пролив на Камчатку. В середине августа бот был остановлен льдами и зашёл в губу Буор-Хая в южной части моря Лаптевых в устье реки Хара-Улах, где 18 августа остановился на зимовку. Во время зимовки умерли от цинги 36 человек команды, в том числе командир отряда — П. Ласиниус, который скончался первым. Ртищев принял командование отрядом и нарочным сообщил о бедствии начальнику экспедиции. Весной 1736 года новый начальник Ленско-Колымского отряда экспедиции Д. Я. Лаптев направил группу 14 человек во главе с подштурманом М. Щербининым для спасения оставшихся в живых 9 человек, в том числе Ртищева, который будучи больным цингой составил карту низовий рек Лены и Уды. Спасённые летом 1736 году были доставлены в Якутск, а затем в Охотск.
В июне 1737 года, после выздоровления, Ртищев по приказу начальника экспедиции В. И Беринга, был переведён в Южный отряд под командование капитана полковничьего ранга М. П. Шпанберга. Занимался в Охотске описанием окрестностей, заведовал хозяйственными делами и доставкой провианта в экспедицию, составлял карты, учил солдат грамоте. 1 января 1738 года был произведён по экзамену в штурманы.
С 1739 года командовал галиотом «Охотск». 8 сентября 1739 года галиот «Охотск» вместе с пакетботами «Святой Пётр» и «Святой Павел» и дубель-шлюпкой «Надежда» вышли в море и раздельно добрались до Большерецка. Ртищев вместе с командой «Охотска» остался на зимовку, а другие суда направились в Авачинскую губу.
В 1741 году был произведён в мичманы. В июле 1741 года В. А. Ртищев по указанию М. П. Шпанберга выполнил опись и составил карту реки Шии, расположенной примерно в 50 милях к востоку от Охотска. В 1742 году Ртищев участвовал в плавании отряда из четырёх судов, под общим руководством М. П. Шпанберга, к Курильским островам, был штурманом на дубель-шлюпке «Надежда». Произвёл съёмку части берегов Охотского моря, прошёл к проливу, который спустя более чем 40 лет был назван именем Лаперуза, составил карту Шантарских островов и восточного берега острова Сахалина.
С 1743 года, после окончания Великой Северной экспедиции, Ртищев служил в Охотске, а затем в Иркутске. 3 (14) октября 1751 года произведён в лейтенанты. В начале 1754 года, по указанию Ф. И. Соймонова — начальника Нерчинской секретной экспедиции, которая должна была сделать описание «хлебопахотных земель и измерение фарватера р. Шилки от города Нерчинска до начала Амура, и для сочинения к сему тому планов», Ртищев прибыл в Томск для формирования морской команды. 15 (26) марта 1754 года был произведён в капитан-лейтенанты. В сентябре экспедиция начала исследование рек Шилки и Аргуни, но Ртищев по распоряжению сибирского губернатора генерал-лейтенанта Б. А. Мятлева был оставлен в Томске.
В 1757 году был направлен в Охотск, для замены премьер-майора А. Н. 3ыбина на должности командира порта из-за частых кораблекрушений судов Охотской флотилии. Однако Зыбин, до официального решения Адмиралтейств-коллегии, отказался сдать должность. 21 января (1 февраля) 1758 года Ртищев был произведён в капитаны 3 ранга. В 1760 году был официально назначен командиром Охотского порта. По поручению иркутского губернатора провёл тщательное дознание «О проводимых в Охотске о разбитых на море судах и угоплом интересе следственных дел» и принял необходимые меры по подготовке судов к выходу в море. За четыре года правления Ртищевым портом не было ни одной аварии судов. В 1763 году для украшения порта Ртищев организовал постройку высокой башни на четырёх столбах, названную современниками памятником Ртищеву. В 1764 году начальником порта был назначен главный командир Анадырского острога подполковник Ф. Х. Плениснер, а Ртищев стал помощником командира порта по морской части. В 1776 году вернулся в Санкт-Петербург и подал прошение об отставке.
Умер Василий Алексеевич Ртищев в 1780 году.

## Память
- В честь В. А. Ртищева названа река на острове Сахалин[1][11].